# Francisco José Tenreiro
Francisco José Tenreiro (São Tomé, São Tomé e Príncipe, 1921 - Lisboa, 1963), foi um geógrafo e poeta são-tomense. Foi docente no Instituto Superior de Ciências Sociais e Política Ultramarina, atual Instituto Superior de Ciências Sociais e Políticas (ISCSP) da Universidade de Lisboa.

## Biografia
Viveu desde muito novo em Lisboa.
Foi aluno do geógrafo Orlando Ribeiro, que o estimulou a preparar a tese de doutoramento sobre a a Ilha de São Tomé.
Acompanhou o neo-realismo português desde o seu aparecimento.

## Obra
- A Ilha de São Tomé (Estudo Geográfico), Junta de Investigações do Ultramar (Colecção "Memórias"), 1961.

### Poesia
- Ilha do Nome Santo, Coleção "Novo Cancioneiro", Coimbra, 1942.
- Poesia Negra de Expressão Portuguesa, Lisboa, 1953.
- Coração em África,1962.